# Богенбай Маянбайулы
Богенбай Маянбайулы (1630—1708) — казахский батыр.

## Биография
Происходил из рода ашамайлы племени керей.
При Тауке-хане возглавлял объединённое войско казахов, каракалпаков, ногайцев (1668).
Участвовал в нескольких сражениях с джунгарами. Весной 1688 года был ранен, отражая нашествие калмыков.
Стал прототипом главного героя эпической поэмы Жанкиси Кошекулы «Богенбай-батыр» (не следует путать с эпосом «Богенбай-батыр», посвящённым Канжигали Богенбай-батыру).